# Now You're Gone (Whitesnake)
Now You're Gone è un singolo del gruppo musicale britannico Whitesnake, estratto dal loro album Slip of the Tongue del 1989. Il singolo è stato pubblicato nel 1990 ed ha raggiunto la posizione numero 96 della Billboard Hot 100 e la numero 15 della Mainstream Rock Songs negli Stati Uniti, mentre ha raggiunto la posizione numero 31 nel Regno Unito.
La canzone si contraddistingue musicalmente per il suo alternato ritmo lento/veloce e per gli effetti utilizzati dal chitarrista Steve Vai e dal batterista Tommy Aldridge. Il testo scritto dal cantante David Coverdale si concentra su un uomo che rivuole disperatamente la propria donna dopo esser stato lasciato dalla stessa.
È stata inserita nella maggior parte delle raccolte degli Whitesnake, incluso il Whitesnake's Greatest Hits del 1994.

## Video musicale
Il video musicale di Now You're Gone è stato girato nel 1990 durante il concerto tenuto dagli Whitesnake allo Spectrum di Filadelfia. Il video è stato diretto da Wayne Isham e mostra la band che esegue la canzone sul palco, mentre alcuni filmati del tour e dei fan si alternano alle scene del concerto.
(David Coverdale)

## Tracce
Testi e musiche di David Coverdale e Adrian Vandenberg.
7"
1. Now You're Gone – 4:12
2. Wings of the Storm – 5:01

12"
1. Now You're Gone (Remix) – 4:12
2. Kittens Got Claws – 5:02
3. Cheap an' Nasty – 3:28

CD
1. Now You're Gone (Remix) – 4:12
2. Wings of the Storm – 5:01
3. Kittens Got Claws – 5:02
4. Cheap an' Nasty – 3:28

## Formazione
- David Coverdale – voce
- Steve Vai – chitarre
- Adrian Vandenberg – chitarre (accreditato nonostante non abbia preso parte alle registrazioni)
- Rudy Sarzo – basso
- Tommy Aldridge – batteria
- Don Airey – tastiere

## Classifiche
| Classifica (1990)             | Posizione massima |
| ----------------------------- | ----------------- |
| Finlandia                     | 29                |
| Regno Unito                   | 31                |
| Stati Uniti                   | 96                |
| Stati Uniti (mainstream rock) | 15                |